# TKS-D
TKS-D (пол. czolgowa laweta dzialka piechoty Bofors 37 mm, танковый лафет 37-мм пехотного орудия Bofors) — польская танкетка-самоходка.

## История

### Пушка Bofors
В середине 1930-х годов в польскую армию приняли 37-мм пушку Bofors. В Бронетанковом Управлении (пол. Dowodztwie Broni Pancernej) предложили установить пушку на танковое шасси. Несмотря на то, что ранние попытки были неудачны, польская армия решила использовать танкетку TKS.
В феврале 1936 года специалисты из BBT Br.Panc. приступили к проработке проекта легкой противотанковой самоходки. В июне он поступил на рассмотрение военной комиссии. Машина получила официальное обозначение TKS-D. По документам он расшифровывался как «czolgowa laweta dzialka piechoty Bofors 37 mm» (пол. танковый лафет 37-мм пехотного орудия Bofors).

### Описание
Для максимальной модернизации ходовую часть изменили до уровня тягача C2P, установив на каждый борт по две тележки с двумя катками и ведущие колёса. Масса ходовой части составляла 2 с половиной тонны, а при установке пушки и корпуса вырастала всего до 3,1 т. Корпус собирался из листов катаной броневой стали. Пушку размещали ближе к левому борту. Экипаж состоял из 4 человек: командира, механика-водителя, наводчика и заряжающего. Танкетка была предусмотрена и для буксировки лёгких орудий. На самоходном орудии устанавливался бензиновый 4-тактовый 6-цилиндровый двигатель Polski Fiat 1228 мощностью 46 кВт при 2800 об\мин и жидкостной системой охлаждения. Рядом располагался топливный бак, рассчитанный на 70 литров бензина.

### Конструкторы
Для танкетки-самоходки создали колёсный прицеп (пол. przyczepa pancerna amunicyjne-osobowa). Над ним, как и над машиной, трудились инженеры А.Фабриковский (пол. A.Fabrykowski), С.Степковский (пол. S.Stepkowski) и Р.Зембровский (пол. R.Zembrzycki), а также майор Р.Гундлах (пол. R.Gundlach) и капитан Й.Суходольский (пол. J.Suchodolski).

### Испытания
В апреле 1937 года была закончена постройка двух опытных образцов, которые 13 мая были представлены на ходовые испытания. На испытания в Учебном Бронетанковом Центре (пол. Centrum Wyszkolenia Broni Pancernych) в Модлине в течение 1937—1938 годов танкетки показали неплохие результаты. По основным параметрам TKS-D не отличалась от танкетки TKS, однако бронирование было признано слабым. Усилить толщину бронелистов инженеры не решились, дабы не нагружать ходовую часть.

### Служба
С 26 по 30 июня 1937 года один из прототипов демонстрировался королю Румынии Каролю II и наследному принцу Михаю. TKS-D произвел неплохое впечатление, но румыны не решились закупить машины, представители румынской армии ограничились только ознакомлением с конструкцией. В скором времени оба самоходных орудия передали в состав 10-й моторизованной кавалерийской бригады, где из них был организован отдельный противотанковый взвод. Это подразделение неоднократно участвовало в маневрах польской армии, однако самоходки использовались чаще всего для обучения танкистов в Учебном Центре в Барыче. В октябре 1938 года взвод самоходных орудий принял участие в аннексии Заолжья, которое проводилось под предлогом защиты польского населения от неминуемой немецкой оккупации. 
Накануне войны обе TKS-D находились в распоряжении противотанкового взвода разведывательного дивизиона 10-й бригады. После начала боевых действий взвод был выдвинут к границе и участвовал в арьергардных боях. Точных сведений об их использовании против частей вермахта не сохранилось. По наиболее достоверным данным, один TKS-D был потерян в бою на реке Нимцов 5 сентября. Вторая самоходка была уничтожена 10 сентября под Альбеговым.